# Câmpu Părului
Câmpu Părului – wieś w Rumunii, w okręgu Aluta, w gminie Obârșia. W 2011 roku liczyła 374 mieszkańców.